# Lichmera notabilis
Lichmera notabilis là một loài chim trong họ Meliphagidae.